# Oskar von Riesenthal
Julius Adolf Oskar Riesenthal (* 18. September 1830 in Breslau; † 22. Januar 1898 in Charlottenburg) war ein deutscher Forstmann, Jagd-Schriftsteller und Ornithologe. Er verfasste mehrere Fachbücher über die Jagd, außerdem einige belletristische Werke.

## Werdegang
Oskar von Riesenthals Vater, ein Wegebauinspektor, starb früh. In der Folge zog Oskar mit seiner Mutter ins niederschlesische Oels und besuchte das dortige Gymnasium. 1848 wurde er Forstlehrling in der Oberförsterei Poppelau und studierte danach vom Frühjahr 1851 bis zum Herbst 1852 an der Forstakademie in Neustadt-Eberswalde. Von 1868 bis 1871 war er Revierförster in Bechsteinwalde in der Tucheler Heide. Danach ließ er sich nach Altenkirchen im Westerwald versetzen, nahm jedoch längeren Urlaub, um sein Werk Die Raubvögel Deutschlands und des angrenzenden Mitteleuropas zu vollenden, das mehrere Auflagen erlebte.
Riesenthal wiederholte in seinen Schriften und Vorträgen stets die Mahnung „Schützt und hegt das Wild! Schutz und Hege immerdar auch unseren Vögeln!“ Riesenthals Jagdlexikon war lange Zeit ein Standardwerk auf dem Gebiet der Jagdkunde. 
Auf Veranlassung des Oberlandforstmeisters Otto von Hagen wurde von Riesenthal schließlich doch noch zum königlich-preußischen Oberförster befördert und ins Ministerium für Landwirtschaft, Domänen und Forsten nach Berlin versetzt. Er siedelte nach Berlin-Charlottenburg über, wo er bis zu seinem Tod 1898 wohnte.
Auf dem Etikett der Jägermeister-Flaschen ist die erste Strophe seines dreistrophigen Gedichts Waidmannsheil (1880) abgedruckt, fälschlich einem „Otto von Riesenthal“ zugeschrieben.
Das ist des Jägers Ehrenschild,

daß er beschützt und hegt sein Wild,

waidmännisch jagt, wie sich’s gehört,

den Schöpfer im Geschöpfe ehrt.

Das Kriegsgeschoß der Haß regiert,

Die Lieb’ zum Wild den Stutzen führt:

Drum denk’ bei Deinem täglich Brot

Ob auch Dein Wild nicht leidet Noth?

Behüt’s vor Mensch und Thier zumal!

Verkürze ihm die Todesqual!

Sei außen rauh, doch innen mild,

Dann bleibet blank Dein Ehrenschild!

## Werke
- Bilder aus der Tuchler Haide. Galgenhumoristische Gesänge zur Erbaulichkeit aller Grünröcke und ihrer Freunde, 1871
- Die Raubvögel Deutschlands und des angrenzenden Mitteleuropas, 1876–1879. [2. Auflage der Tafeln mit kurzem Text 1894].
- Das Waidwerk. Handbuch der Naturgeschichte, Jagd und Hege aller in Mitteleuropa jagdbaren Thiere, 1880
- Jagdlexikon, 1882 (2. Auflage 1916 u. d. T. Riesenthals Jagdlexikon, Nachdruck 1999)
- Die Stiefel des Herrn Oberforstmeisters, der verrückte Keiler und andere lustige Geschichten und Gedichte, 1903

Außerdem gab von Riesenthal unter dem Titel Die Kleine Jagd. Für Jäger und Jagdliebhaber (F. A. Brockhaus, Leipzig 1884) auch die 5., von ihm vollständig umgearbeitete Auflage dieses von Friedrich Ernst Jester begründeten Werkes heraus.